# Головко Микола Максимович
Мико́ла Макси́мович Головко́ (*16 квітня 1937, Макіївка — †26 серпня 2004, Донецьк) — український радянський футболіст, захисник, майстер спорту. Заслужений тренер України (1996).

## З життєпису
За донецький «Шахтар» виступав з 1960-го по 1969-й роки. Відрізнявся упевненим відбором м'яча, чистим підкатом, коректною грою.
Володар Кубка СРСР 1961 та 1962 року; фіналіст Кубка СРСР 1963 року.
У списках 33-х найкращих в УРСР — тричі (1961 рік, 1963 рік. — № 1, 1964 рік. — № 2).
Провів один матч за другу збірну СРСР.
Тренер, старший тренер команд: «Колос» (Старобешеве Донецької області), «Шахтар» (Макіївка), «Новатор» (Маріуполь), «Колос» (Іловайськ Донецької області), збірної Малі.
Тренер донецького «Шахтаря» з 14 серпня 1974 по 7 вересня 1975 року. Голова ради ветеранів донецького «Шахтаря» (з квітня 2002), тренер СДЮШОР-2 (м. Донецьк).
За свою більш ніж п'ятдесятирічну футбольну кар'єру М. М. Головко провів 1440 матчів на різному рівні: спочатку як футболіст дубля і основного складу «Шахтаря», донецького «Локомотива», потім — будучи тренером команд нижчих дивізіонів України, в тому числі макіївського «Шахтаря», маріупольського «Новатора», виступаючи за команду ветеранів ФК «Шахтар». До числа цих матчів увійшли офіційні ігри чемпіонатів і першості СРСР, матчі на першість області, міста, різні товариські матчі. У жовтні 2002 цей факт офіційно зареєстрований і внесений до Книги рекордів України. 2 листопада 2002 за видатні заслуги в спорті Микола Максимович нагороджений почесним Дипломом Книги рекордів України, який став свідоцтвом суспільного визнання цього досягнення.
Помер прямо на футбольному полі під час матчу ветеранів 26 серпня 2004.
На пам'ять футболіста в Донецьку проводиться традиційним турнір серед аматорських команд — Меморіал Миколи Головко.